# Liste des cathédrales d'Italie
La liste suivante recense les cathédrales (nommées aussi dômes) en Italie.

## Liste
En 2024, l'Italie compte 228 cathédrales, 142 cocathédrales et 2 procathédrales. Tous ces édifices sont des églises de l'Église catholique, à l'exception d'une cathédrale de l'Église orthodoxe de Grèce (San Giorgio dei Greci à Venise).
Le tableau suivant récapitule le nombre de cathédrales, cocathédrales et procathédrales pour chaque région d'Italie.
| Région                  | Cathédrales | Cocathédrales | Procathédrales | Total |
| ----------------------- | ----------- | ------------- | -------------- | ----- |
| Abruzzes                | 7           | 6             | 1              | 14    |
| Basilicate              | 6           | 6             | 0              | 12    |
| Calabre                 | 12          | 9             | 0              | 21    |
| Campanie                | 25          | 15            | 1              | 41    |
| Émilie-Romagne          | 15          | 9             | 0              | 24    |
| Frioul-Vénétie Julienne | 3           | 1             | 0              | 4     |
| Latium                  | 23          | 23            | 0              | 46    |
| Ligurie                 | 6           | 5             | 0              | 11    |
| Lombardie               | 10          | 2             | 0              | 12    |
| Marches                 | 13          | 15            | 0              | 28    |
| Molise                  | 4           | 3             | 0              | 7     |
| Ombrie                  | 8           | 7             | 0              | 15    |
| Piémont                 | 17          | 0             | 0              | 17    |
| Pouilles                | 19          | 18            | 0              | 37    |
| Sardaigne               | 10          | 4             | 0              | 14    |
| Sicile                  | 18          | 5             | 0              | 23    |
| Toscane                 | 18          | 10            | 0              | 28    |
| Trentin-Haut-Adige      | 2           | 1             | 0              | 3     |
| Vallée d'Aoste          | 1           | 0             | 0              | 1     |
| Vénétie                 | 11          | 3             | 0              | 14    |
| Total                   | 228         | 142           | 2              | 372   |